# Spartan Restaurant

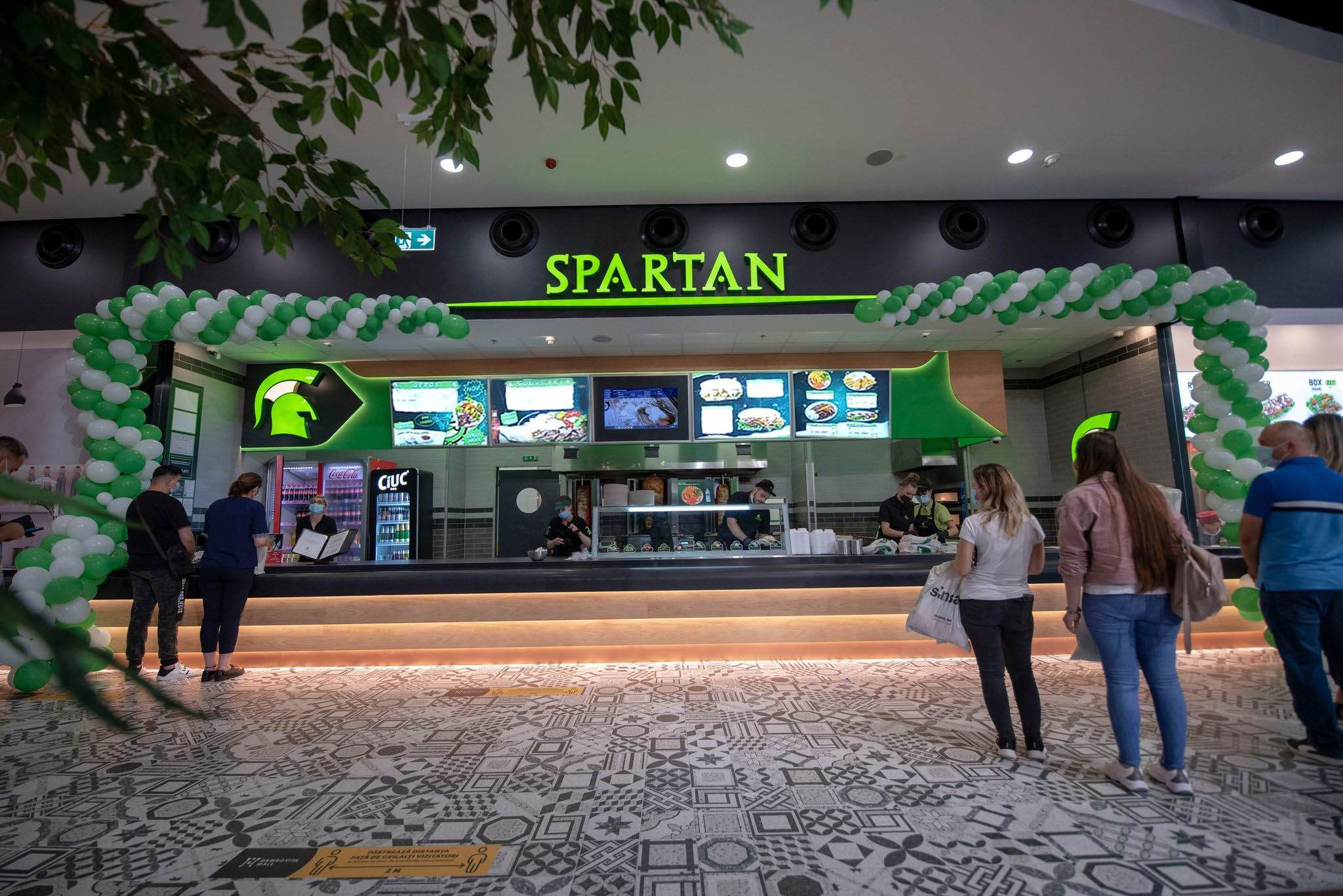
Spartan Târgoviște, Dâmbovița Mall

Spartan Restaurant este unul dintre cele mai mari lanțuri de restaurante de tip fast-food din România cu produse care au la bază carne rotisată, vânzând cu prioritate gyros și souvlaki. În septembrie 2021, Spartan Restaurant deținea în România 69 de restaurante, în 41 de orașe, alături de societățile francizate. În lanțul Spartan se regăsesc 3 tipuri de restaurante: food court, stradal și Drive Thru. 
Produsele se prepară în lipii sau turte coapte și sunt servite cu sosuri.
Specificul este parțial grecesc și se reflectă în modalitatea de prăjire a cărnurilor, coacerea produselor de panificație tip pita și împachetarea ingredientelor în lipie.
Produsul de bază, „souvlaki”, nu este identic cu cel din Grecia, având o rețetă proprie de preparare.

## Istoric
Primul restaurant Spartan a fost deschis în august 2012, în Iulius Mall Suceava, marcând debutul acestui lanț de restaurante.D upă aceasta, următorul restaurant a fost inaugurat în Uvertura Mall Botoșani. Din 2014, Spartan Restaurant a început să se extindă în mod semnificativ, deschizând locații francizate în orașe importante precum Timișoara, București, Cluj și alte principale orașe ale României. O etapă notabilă în dezvoltarea brandului Spartan a fost inaugurarea celei de-a patra locații francizate din Timișoara, unde imaginea brandului a fost asociată cu triplul campion mondial la Kickboxing, Remy Bonjasky.
În 2019, Spartan Restaurant a atras atenția publicului român prin acțiunile desfășurate de proprietarul rețelei de restaurante, Stefan Mandachi. Aceste acțiuni au inclus manifestul "România vrea autostrăzi" și sloganul #șîeu, care au fost promovate activ în rețeaua de restaurante Spartan. Acest manifest a avut ca scop sensibilizarea publicului și autorităților cu privire la necesitatea dezvoltării infrastructurii de autostrăzi în România. Cu scopul de a difuza acest mesaj, în restaurantele Spartan au fost distribuite 3 milioane de afișe și 3 milioane de șervețele cu mesajul manifestului, contribuind astfel la conștientizarea unei cauze importante pentru dezvoltarea țării.

## Meniu
Meniul Spartan se bazează pe două tipuri principale de carne: carne de pui și o combinație de carne de porc, vită și oaie. Aceste tipuri de carne sunt pregătite într-o manieră specifică, de obicei rotisată, și sunt utilizate într-o varietate de produse. Meniul Spartan oferă o gamă variată de opțiuni pentru clienți, cu influențe grecești în modul de pregătire a cărnii și ambalarea ingredientelor în lipie sau pita.

## Franciza Spartan
Rețeaua Spartan oferă oportunitatea de dezvoltare a unei afaceri în franciză, facilitând accesul la toate informațiile și procedurile necesare pentru a deschide și opera un restaurant sub brandul Spartan. Acest model de afacere permite antreprenorilor și investitorilor să beneficieze de recunoașterea și suportul unei mărci deja stabilite, precum și de ghidarea și resursele oferite de companie pentru a asigura succesul afacerii lor.
Interesant de menționat este faptul că din totalul de 69 de restaurante Spartan existente, nu mai puțin de 42 sunt deținute și operate de către francizați. Acest lucru demonstrează popularitatea și viabilitatea modelului de franciză Spartan în rândul antreprenorilor care doresc să se implice în industria fast-food-ului și să profite de succesul acestui lanț de restaurante.

## Sponsorizări
Lanțul de restaurante Spartan sprijină sportul, sponsorizând echipele de fotbal ACS Foresta Suceava, FC UTA Arad si Poli Timișoara și echipe de baschet, sponsorizând campionatul Sport Arena Street Ball. 
În 2019 Spartan a sponsorizat festivalul de Jazz "Suceava Blues Festival".  
În 2020, s-a sponsorizat Transilvania Rally din Timișoara. 
În anul 2020 Spartan a fost alături de Federația Română de Atletism prin susținerea și sponsorizarea celor 2 competiții: 
- Cluj Napoca 19-20 Septembrie "Balkan Senior Athletics Championships"
- Poiana Brașov, 24 Octombrie "Balkan Mountain running Championships" 
Spartan se implică activ în comunitate, ajutând copii bolnavi de autism și donând către asociația de sprijin a animalelor Antonia Save Animals.- 
De la inceputul conflictului din ucraina, Spartan ofera mancare gratis ucrainenilor afectati de conflict. Lista oraselor:
- Spartan Husi.
- Spartan Vaslui.
- Spartan Galati.
- Spartan Baia Mare.
- Spartan Suceava autogara.